# Karl Kennel
Karl Kennel (* 30. Juni 1929 in Sins; † 20. Juni 1998 in Luzern) war ein Schweizer Tierarzt, Kantonspolitiker sowie von 1988 bis 1996 Präsident des Schweizerischen Roten Kreuzes.

## Biografie
Karl Kennel wurde 1929 in Sins geboren und absolvierte ein Studium der Veterinärmedizin an den Universitäten Freiburg, Zürich und Bern, das er mit dem Doktorat abschloss. Anschließend arbeitete er von 1956 bis 1971 als Tierarzt in der Gemeinde Root im Kanton Luzern. Von 1963 bis 1971 gehörte er für die Christlichdemokratische Volkspartei (CVP) dem Luzerner Kantonsparlament sowie von 1971 bis 1987 der Kantonsregierung als Regierungsrat des Sanitäts- und Fürsorgedepartments an.
Er war darüber hinaus zeitweise Präsident der schweizerischen Sanitätsdirektoren-Konferenz und der Gesellschaft Zentralschweizer Tierärzte. Im Jahr 1988 übernahm er von Kurt Bolliger das Amt des Präsidenten des Schweizerischen Roten Kreuzes (SRK). Sein Nachfolger wurde 1996 der ehemalige Botschafter Franz Muheim. Zwei Jahre später starb er in Luzern.